# Шамши, Бексултан Бакытулы
Бексултан Бакытулы Шамши (каз. Бексұлтан Бақытұлы Шәмші; род. 8 октября 2000, Ленинжолы, Южно-Казахстанская область) — казахстанский футболист, защитник клуба «Окжетпес».

## Клубная карьера
Футбольную карьеру начал в 2017 году в составе клуба «Ордабасы М» во второй лиге.
В 2021 году перешёл в «Окжетпес». 9 марта 2023 года в матче против клуба «Актобе» дебютировал в казахстанской Премьер-лиге.

## Карьера в сборной
9 мая 2018 года дебютировал за сборную Казахстана до 19 лет в матче против сборной Украины до 19 лет (1:4).

## Достижения
«Окжетпес»
- Победитель первой лиги: 2022

## Клубная статистика
| Клуб                  | Сезон               | Лига | Лига | Кубки | Кубки | Еврокубки | Еврокубки | Итого | Итого |
| Клуб                  | Сезон               | Игры | Голы | Игры  | Голы  | Игры      | Голы      | Игры  | Голы  |
| --------------------- | ------------------- | ---- | ---- | ----- | ----- | --------- | --------- | ----- | ----- |
| Ордабасы М            | 2018                | 11   | 0    | —     | —     | —         | —         | 11    | 0     |
| Ордабасы М            | 2019                | 27   | 0    | —     | —     | —         | —         | 27    | 0     |
| Ордабасы М            | Итого               | 38   | 0    | —     | —     | —         | —         | 38    | 0     |
| Академия Онтустик     | 2019                | —    | —    | 1     | 0     | —         | —         | 1     | 0     |
| Академия Онтустик     | Итого               | —    | —    | 1     | 0     | —         | —         | 1     | 0     |
| → Академия Онтустик М | 2019                | 7    | 0    | —     | —     | —         | —         | 7     | 0     |
| → Академия Онтустик М | Итого               | 7    | 0    | —     | —     | —         | —         | 7     | 0     |
| Арыс                  | 2019                | 9    | 0    | —     | —     | —         | —         | 9     | 0     |
| Арыс                  | Итого               | 9    | 0    | —     | —     | —         | —         | 9     | 0     |
| СДЮСШОР № 8           | 2020                | 11   | 1    | —     | —     | —         | —         | 11    | 1     |
| СДЮСШОР № 8           | Итого               | 11   | 1    | —     | —     | —         | —         | 11    | 1     |
| Окжетпес              | 2021                | 17   | 1    | 1     | 0     | —         | —         | 18    | 1     |
| Окжетпес              | 2022                | 12   | 0    | —     | —     | —         | —         | 12    | 0     |
| Окжетпес              | 2023                | 20   | 0    | —     | —     | —         | —         | 20    | 0     |
| Окжетпес              | Итого               | 49   | 1    | 1     | 0     | —         | —         | 50    | 1     |
| → Окжетпес М          | 2021                | 1    | 0    | —     | —     | —         | —         | 1     | 0     |
| → Окжетпес М          | 2022                | 1    | 0    | —     | —     | —         | —         | 1     | 0     |
| → Окжетпес М          | Итого               | 2    | 0    | —     | —     | —         | —         | 2     | 0     |
| Ротор                 | 2023/24             | 1    | 0    | —     | —     | —         | —         | 1     | 0     |
| Ротор                 | Итого               | 1    | 0    | —     | —     | —         | —         | 1     | 0     |
| Окжетпес              | 2024                | 24   | 1    | —     | —     | —         | —         | 24    | 1     |
| Окжетпес              | Итого               | 24   | 1    | —     | —     | —         | —         | 24    | 1     |
| Всего за «Окжетпес»   | Всего за «Окжетпес» | 73   | 2    | 1     | 0     | —         | —         | 74    | 2     |
| Всего за карьеру      | Всего за карьеру    | 141  | 3    | 2     | 0     | —         | —         | 143   | 3     |